# 流行文化中的吸血鬼
流行文化中的吸血鬼，包括文學、電影、電視劇、漫畫、动画、電子遊戲及音樂。

## 作品

### 文學
吸血鬼现在已经成为了流行小说中的必备人物。这类小说始于18世纪的诗歌并延续于19世纪的短篇故事。最初最有影响力的作品是约翰·波利道利的《吸血鬼》（1819），主角鲁斯温勋爵在之后的一系列吸血鬼剧本中，都作为反派主人公继续出现。吸血鬼主题随后在潘妮惊悚系列的出版中得到继续，例如《鲜血盛宴》（1847），并因永远经典的吸血鬼小说《德古拉》（布拉姆·斯托克著，1897出版）盛极一时。时间沉淀，一些特性现在成了描写吸血鬼的必须：尖牙和对光敏感在19世纪的作品中俯拾皆是，吸血鬼瓦尔内和德古拉伯爵都有尖牙，还有F·W·穆瑙执导的《不死僵尸—恐栗交响曲》畏惧日光。19世纪20年代的舞台道具中出现了斗篷，剧作家哈密尔顿·迪恩（Hamilton Deane）还用了高衣领来使德古拉从舞台上“消失”。鲁斯温勋爵和瓦尔内可以被月光治愈，虽然传统的民间传说里并没有提到这一点。这也暗示着尽管民间传说中没有明确记录，不死之身却是吸血鬼电影和文学中的重彩之处。永恒的生命需要沉重的代价，即对活物鲜血无休止的渴求。

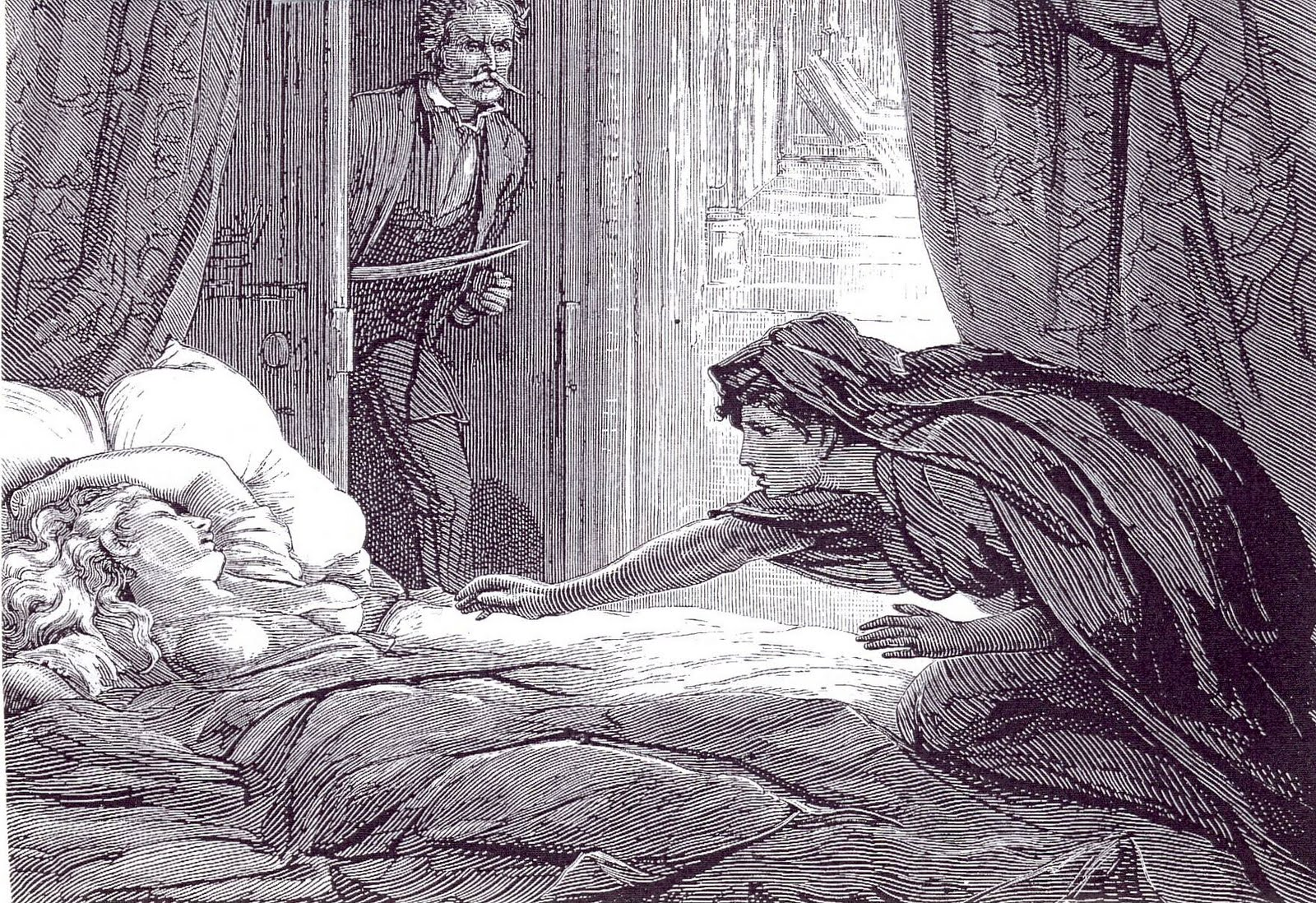
“卡米拉”，D·H·弗里斯顿绘，1872，来自《深蓝》

吸血鬼或称恶灵，最初出现在诗歌里，例如海因里希·奥古斯特·奥森菲尔德（Heinrich August Ossenfelder）的《吸血鬼》（1748），戈特弗里德·奥古斯特·伯格（Gottfried August Bürger）的《丽诺尔》（1773），约翰·沃尔夫冈·冯·歌德的《科林斯之桥》（1797），罗伯特·骚塞的《毁灭者萨拉巴》（1801），约翰·斯塔格（John Stagg）的《吸血鬼》（1810），珀西·比希·雪莱的《幽灵骑士》（1810，“也没有嚎啕的吸血鬼散发着血腥气”）以及《圣·伊文》（1811）里关于修女罗莎复活的尸体的“民谣”，塞缪尔·泰勒·柯勒律治未完成的《克丽丝特贝尔》和拜伦勋爵的《异教徒》。拜伦还以著有第一篇关于吸血鬼的散文式小说《吸血鬼》（1819）闻名。但事实上，这篇小说的作者是拜伦的私人医生约翰·波利道利，约翰改编了他盛名在外的病人一篇光怪陆离的片段故事：《小说的片段》（1819），又名《葬礼：一个片段》。拜伦独断专行的性格，在经他的情人卡罗林·兰姆夫人以真人为原型的小说《格兰纳文》（以拜伦的不羁生活为原型的一部哥特式幻想作品）的修饰之后，被用在了波利道利永生的主人公鲁斯温勋爵的身上。小说《吸血鬼》大获成功并且成为了19世纪早期最有影响力的吸血鬼作品。
詹姆斯·马尔科姆·瑞莫尔（James Malcolm Rymer）（也有认为是托马斯·普雷斯凯特·普利斯特（Thomas Preskett Prest））所著的《吸血鬼瓦尔内》是在维多利亚时代中期使哥特式小说盛行于世的一个里程碑，它最初出现在1845到1847年间的一系列小册子上，这些小册子因为低廉的价格和有特色的阴森可怖的内容而通常被称作潘妮惊悚系列。这个故事从1847年开始正式出书，书页达到868张。故事有着明显悬疑风格，运用了生动形象的比喻来描写瓦尔内的恐怖事迹。另一部此类风格的著作是乔瑟夫·勒芬努关于女同性恋吸血鬼的作品《卡蜜拉》。由于卡米拉被强迫的处境这一亮点，与前作中的瓦尔内一样，她被描绘成了一道有同情心的光芒。
现代流行小说没有一部作品刻画吸血鬼能像布莱姆·斯托克的《德古拉》（1879）一样引人入胜，入木三分。书中对吸血鬼恶魔瘟疫般存在的描画，对性，鲜血和死亡低沉的描写，在维多利亚时期梅毒与肺结核猖獗的欧洲引起了共鸣。将斯托克作品中对吸血鬼特性的描写与主流的民间传统相融合，最终发展成了现代作品中的吸血鬼。借鉴前人的作品例如《吸血鬼》和《卡米拉》，加之对诸如艾米丽·杰拉德（Emily Gerard）的《森林的另一边》等关于特兰西瓦尼亚和吸血鬼的作品的阅读，在19世纪末斯托克开始为他的新作搜集资料。在伦敦，一位同事向他提及了“现实中的德古拉”弗拉德·特佩斯的故事，斯托克立即把这个故事写进了他的书里。书的第一章在1897年出版的时候被删去了，但在1914年取名为《德古拉的访客》出版。
20世纪后期见证了大量吸血鬼史诗的崛起。最初的一部哥特式罗曼史是作家玛丽莲·罗斯（Marilyn Ross）的《巴拿巴斯·柯林斯》（1966-71），小说大致基于美现代的电视连续剧《黑暗阴影》，并开启了将吸血鬼视为具有诗歌般悲剧色彩的英雄的先河，打破了传统中恶魔化身的旧观念。随后被安妮·瑞思在她大受欢迎，极具影响的作品《吸血鬼编年史》沿用。
21世纪的吸血鬼小说更是繁多，例如J·R·沃德（J.R. Ward）的《黑匕首兄弟》系列等其他面向青少年和年轻人的流行吸血鬼小说。这类非传统的吸血鬼言情小说以及吸血鬼通俗小说和神秘的吸血鬼侦探小说深受欢迎，而且现在的出版市场还在扩张。 L·A·班克（Leslie Esdaile Banks）的《女吸血鬼猎人传奇系列》，罗瑞·K·汉密尔顿（Laurell K. Hamilton）的情色小说《安妮塔·布雷克：吸血鬼猎人》系列，还有金姆·哈里森（Kim Harrison）的《山谷》系列，从一系列新的视角刻画吸血鬼，其中一些脱离了初始的传说。史蒂芬妮·梅尔所著的《暮光之城》系列（2005-2008）里的吸血鬼对大蒜和十字架免疫，阳光也不能对他们造成伤害（虽然小说确实体现了吸血鬼的超自然本性）。 瑞谢尔·米德（Richelle Mead）的小说《吸血鬼学院系列》（2007-现在）更是脱离了传统吸血鬼的套路，将剧情建立在罗马尼亚一好一坏两个吸血鬼种族和半吸血鬼的基础上。
历代文人墨客写下了大量的文學作品借吸血鬼来反映人类社会，最初只在诗歌剧本中出現，有些甚至只具吸血鬼雛型，如：歌德1797年的《科林斯的新娘》（The Bride of Corinth）、科勒律支1797年開始的《克里斯特贝尔》（Christabel）、拜伦1813年的《異教徒》（The Giaour）、和济慈的《无情的美人》（"La Belle Dame sans Merci"）及《拉米亞》（Lamia）。大仲马（Le Vampire）、狄更斯也有过相关的作品。
小說方面，被公認為第一本吸血鬼短篇小說是約翰·威廉·波里杜利1819年出版的《吸血鬼》（The Vampyre）。此書最初以拜倫之名出版，後經考證為波里杜利作品。波里杜利是拜倫的私人醫生，於1816年跟隨拜倫到瑞士日內瓦湖度假，兩人碰上了詩人珀西·比希·雪萊及其妻子玛丽·雪莱等人，最後大家決定一起寫鬼故事（玛丽·雪莱當晚的故事即為《科學怪人》的初稿），波里杜利其後根據拜倫當晚寫的故事及拜倫本人的形象寫下了此篇小說。
其後吸血鬼小說更是大受歡迎，不少作家也曾涉獵，但在这些作品中，最廣為人知的則是斯托克的《德拉库拉》（有译《惊情四百年》）。此書对后世有很大的影响力，因為主角的吸血鬼來代表了被侵略者統治的人民反抗的決心不死，並把其憤怒轉化為對侵略者的仇恨（包括了作者的愛爾蘭人和主角的羅馬尼亞人，反抗英國和土耳其的高壓統治），後世在流行文化中吸血鬼的正面形像便是從本書而來，並首創了真祖的概念對吸血鬼作正面的解讀。
在美國，吸血鬼最初只於科幻小說中出現，如李察·麥森在1950年代創作的《我是傳奇》（I Am Legend）中，就假想在未來人類因為微生物改變了演化的過程，一般人受到感染後除非死亡外，通常就退化成了類似吸血鬼的新人類，繼承《時間機器》中未來的地底食人族的思路，而在電影版(如第三次拍攝的魔間傳奇)中被改編成類似喪屍的變種人，和其他所有故事中吸血鬼的概念不同，並成為了影像媒體中普通人類和喪屍大戰的始祖。
1960年代，美國恐怖小說漸成氣候，以此出身及聞名海外的斯蒂芬·金亦曾寫過有關吸血鬼的《撒冷鎮》（Salem's Lot）。到了1976年，作家安·萊絲（Anne Rice）發表了《夜訪吸血鬼》（Interview with the Vampire）一書，之後又以此書中的角色黎斯特（Lestat de Lioncourt）作為她《吸血鬼紀事》（The Vampire Chronicles）系列的主角，此系列已獲授權翻譯為中文版的有：《夜訪吸血鬼》、《吸血鬼黎斯特》、《天譴者的女王》、《肉體竊賊》、《少年吸血鬼阿曼德》。其中又以《夜訪吸血鬼》因在1994年被改編為電影，登上大螢幕而最為人所知。
1990年代，加拿大科幻及奇幻作家Tanya Huff寫下了《血之代價》，從而開始了《血書》系列。此系列更在2007年被改編成電視劇《血之羈絆》。
2001年，作家莎蓮·哈里斯（Charlaine Harris）《南方吸血鬼謎案》（Southern Vampire Mysteries）系列的第一集《夜訪良辰鎮》（Dead Until Dark）出版。此系列最近被改編成電視劇《噬血真愛》。
2005年，美國作家伊麗莎白·柯斯托娃（Elizabeth Kostova）將弗拉德三世的史實及傳說和德古拉伯爵的形象重新混為一體，寫下了《歷史學家》（The Historian）。此書並會改編成電影，電影版權由新力影業（SONY Pictures）奪得。
美國小說家史蒂芬妮·梅爾（Stephenie Meyer）2005年10月出版了《暮光之城》（Twilight），以及之後的一系列小說：《暮光之城：新月》（New Moon）、《暮光之城：蝕》（Eclipse）、《暮光之城：破曉》（Breaking Dawn）。此系列小說主要圍繞著女主角伊莎貝拉‧史旺與男主角吸血鬼愛德華‧庫倫，猶如現代版的羅密歐與茱麗葉，敘述吸血鬼和人類之間禁忌的愛。在此之中庫倫家人們稱自己為素食者，意思是以獵食動物維生。而少數吸血鬼擁有獨特的天賦（即特殊能力），例:愛德華的透視思想能力、艾莉絲的預知能力、賈斯柏的影響情緒能力等等）。暮光之城書中認為要殺死吸血鬼的方法是將他撕成無數的小碎塊，然後加以燃燒。2008年亦改編為同名電影（Twilight）。
菲莉絲．卡司特（P. C. Cast）及克麗絲婷．卡司特（Kristin Cast）所著《夜之屋》系列（The House of Night series），如果你是夜后選中的人，躡蹤使者必將尾隨而至，找到你，標記你，你的額頭眉宇會浮現藍色的弦月記印。然後，你必須進入「夜之屋」，接受吸血鬼養成教育。等順利通過蛻變，你就長成成熟的吸血鬼。但不是每個被標記的雛鬼，都能通過考驗。蛻變失敗，聽說就是死亡。本書和其他不同之處是四元素「風、火、水、土」，以及神靈，就像咒語一般，可以召喚他們，而每個成鬼身上的印記，表現方式都不同，彷彿代表了此人的能力及個性，還有不時冒出的唯美詩句。
英國小說家向達倫出版了一套系列小說《向達倫大冒險》，內容有關吸血鬼的冒險故事。但書中的吸血鬼與上述定義不太相同，而且還創造了另一種吸血生物──吸血魔（向達倫大冒險）。
在亞洲，也有不少以吸血鬼作題材的作家。日本作家菊地秀行在八九十年代寫的《吸血鬼獵人D》，和早夭作家吉田直新世紀的《聖魔之血》，有繼承《我是傳奇》和《時間機器》的思路，設定在未來有人類吸血人種和普通人同時存在的世界觀，兩書都曾被改編的動畫。

### 電影

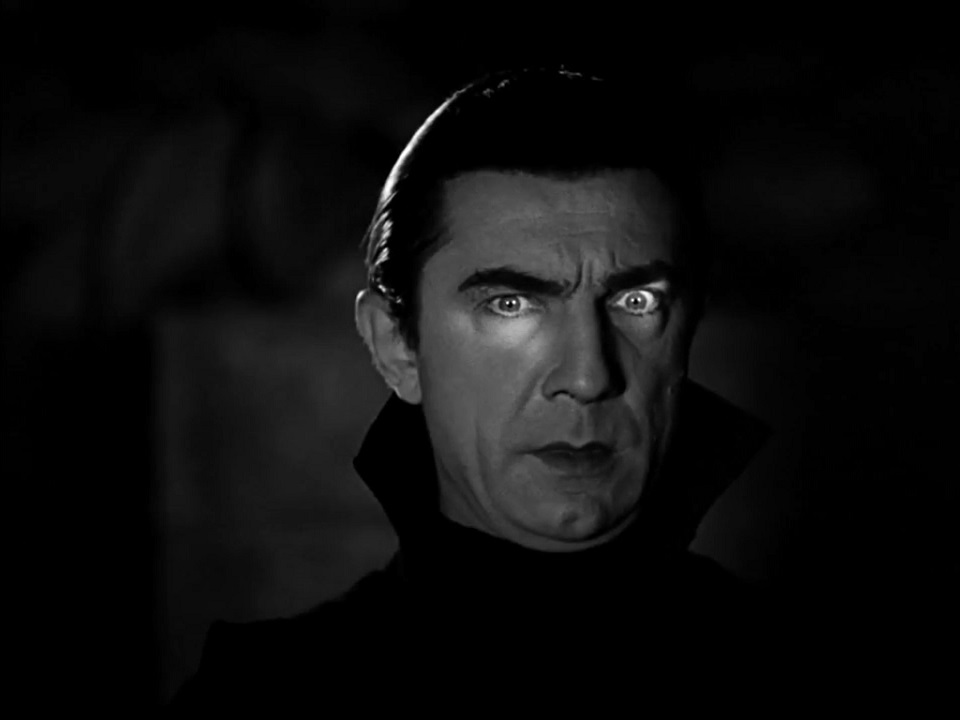
德古拉伯爵，贝拉·卢戈西（Béla Lugosi）饰演，1931，《德古拉》

作为经典恐怖电影不可或缺的人物，吸血鬼为电影和游戏行业提供了丰富的题材。德古拉是除夏洛克·福尔摩斯之外在电影中出场最多的主要人物，许多早期的电影不是基于小说《德古拉》就是取材于《德古拉》的衍生作品。其中包括1922年德国的里程碑式的默剧《诺斯费拉图》，它由F·W·穆瑙执导，是刻画德古拉的第一部电影——尽管主角的姓名和性格都打算模仿德古拉，马努却无法从斯托克的遗孀那里得到允许，所以他不得不对电影进行多方面修改。除此之外还有环球影城拍摄的《惊情四百年》（1931），由贝拉•卢戈西主演德古拉伯爵，这是首部刻画德古拉的有声电影。这十年见证了更多吸血鬼电影的问世，最出名的是1936年的《德古拉的女儿》。
当德古拉在著名的《哈默惊悚系列》电影中面向新一代人进行重塑时，吸血鬼在电影界的传奇得以巩固，克里斯多福·李主演了德古拉伯爵。这部1958年拍摄的电影大获成功，主演李在后来的七部续集中的两部里出演德古拉，并借此名声大噪。到19世纪70年代时，吸血鬼出现在各种各样的电影作品中，例如《吸血鬼之约尔加伯爵》（1970），1972年的非洲伯爵《布拉古拉》，BBC出品由法国演员路易斯·乔丹（Louis Jourdan）主演德古拉，弗兰克·芬利（Frank Finlay）出演亚伯拉罕·范·海辛的《德古拉伯爵》，1979年主角吸血鬼似诺斯费拉图的《午夜行凶》，翻拍的《诺斯费拉图》以及同年由克劳斯·金斯基主演的名为《吸血鬼诺斯费拉图》的电影。有几部电影以女性为主，多是同性恋和反派吸血鬼，例如哈默惊悚系列的《吸血鬼恋人》（1970），这部作品基自于《卡米拉》，但是情节主线仍是围绕一个邪恶吸血鬼。
丹·柯蒂斯1972年试拍的电视连续剧《高尔查克：夜间跟踪狂》围绕记者卡尔·高尔查克在拉斯维加斯大道上猎杀一名吸血鬼展开。后来的作品在此情节上做了多方改编，以吸血鬼猎人为主线，例如在漫威漫画上出版的《刀锋战士》，《刀锋》系列电影和电影《吸血鬼猎人巴菲》。上映于1992年的巴菲预示着吸血鬼在电视荧幕上的出现，它被改编成火热了许久的同名电视剧并衍生了电视剧《天使》。但仍有一些电影将吸血鬼作为主人公，例如1983年的《血魔》，1994年的《夜访吸血鬼：吸血鬼编年史》和它无直接联系的续集《魔咒女王》，以及2007年的《血色月光》系列。布拉姆·斯托克（Bram Stoker）的《德古拉》是1992年备受瞩目的电影，并且自此成为史上票房最高的吸血鬼电影。观众对吸血鬼情节的电影愈发感兴趣，于是诞生了诸如《妖夜寻狼》和《范海辛》之类的电影，以及同于2004年上演的俄罗斯电影《守夜者》和翻拍的迷你电视剧《午夜行凶》。2007年电视剧《血之羁绊》在生活频道首次亮相，主角亨利·菲兹罗伊是亨利八世的私生子，他变成了吸血鬼，故事发生的地点是现代的多伦多，女主角是多伦多的前侦探。2008年出自HBO名为《真爱如血》的连续剧，将美国南方视角带入了吸血鬼主题。同年，BBC第三频道的连续剧《魔性人心》在英国流行。故事中的非传统三重奏——一名吸血鬼，一名狼人和一个鬼魂住在布里斯托尔的同一所公寓。另一流行的吸血鬼电视剧是CW的《吸血鬼日记》。吸血鬼主题的持续火热可以总的归结为两个原因：对性爱的表达和对终有一死不断地的恐惧。 2008年至2012年间所出的另一部吸血鬼系列是《暮光之城》，改编自它的同名小说。
另一类的吸血鬼电视剧《伯爵》模仿贝拉·卢戈西（Bela Lugosi）描画了一位无害而又友善的吸血鬼，他是儿童电视剧《芝麻街》中的一名主角，他教小朋友们计数和简单运算，因为与其他吸血鬼民间传说中所述一样，他有计数强迫症这一特性。
以吸血鬼為题材的电影及電視劇数不胜数，最初的吸血鬼電影更是差不多都根據《德拉库拉》而改編。
第一套有關吸血鬼的電影是1913年的《吸血鬼》（The Vampire），該片是一套由罗伯特维尼奥拉執導的無聲黑白電影，但其反响不大对后世影响不深。直至1922年的由F·W·茂瑙导演的改編自《德拉库拉》的《诺斯费拉图》（Nosferatu）问世，因未曾獲得改編版權而被迫為電影及所有角色改名。其後比較著名的可能是1931年的《德古拉》（Dracula），亦是改編自《德拉库拉》，該片由貝拉·盧古喜（Béla Lugosi）主演，是第一套有聲的吸血鬼電影，亦因盧古喜在片中的口音令到「I want to suck your blood.」變成名句「I vant to suck your blood.」。此片相當受歡迎，不但拍了不少續集（Dracula's Daughter及Son of Dracula等），亦帶起了一陣恐怖片熱，電影公司最後更把《科學怪人》的元素也加入了此系列的最後幾集當中。
1950年代，英國電影公司咸馬電影製作公司（Hammer Film Productions）不甘人後，亦開拍吸血鬼電影。這一次德拉库拉則由克里斯多福·李扮演（Dracula），續集愈拍愈多，最後共有8套續集（即Brides of Dracula、Dracula: Prince of Darkness、Dracula Has Risen from the Grave、Taste the Blood of Dracula、Scars of Dracula、Dracula AD 1972、The Satanic Rites of Dracula及《七金屍》/The Legend of the 7 Golden Vampires），而最後的一套更是與邵氏電影合作。
1980年代，吸血鬼電影終於有全新形像的吸血鬼出現，如1983年的《千年血》（The Hunger）。1990年代則有電視劇《捉鬼者巴菲》的原著電影《捉鬼者巴菲》、根據安·萊絲小說《夜訪吸血鬼》改編的1994年電影（由尼爾·喬丹執導，湯姆·克鲁斯及布萊德·彼特主演）及《刀鋒戰士》（Blade）等。而及《刀鋒戰士》均於2000年代出了續集。
2000年代有不少續集電影：改編自《夜訪吸血鬼》續集《天譴者的女王》的《魔咒女王》（Queen of the Damned）以及《刀鋒戰士》的續集等。新的電影則有（Underworld）及其續集《決戰異世界：進化時代》（Underworld：Evolution）、《V字特攻隊》（Vampires）、（Blood: The Last Vampire）和根據史蒂芬妮·梅爾暮光之城小說系列改編的《暮光之城》電影系列等。
但德拉库拉伯爵仍歷久不衰，最近期根據《德拉库拉》改編的電影有：1992年由弗朗西斯·科波拉執導的《吸血鬼：真愛不死》（Bram Stoker's Dracula，又譯《吸血殭屍：驚情四百年》，由基努·李维、薇諾娜·瑞德及蓋瑞·歐德曼主演）、《神鬼大反撲》（DRACULA 2000）、《吸血鬼也瘋狂》（Dracula Dead And Loving It）及由史蒂芬·桑莫斯所編導的（Van Helsing）等。

### 電視劇
第一套有關吸血鬼的電視劇該是1979年根據斯蒂芬·金小說改編的《午夜行屍》，但這種題材的電視劇在1990年代因《捉鬼者巴菲》才開始流行。近期的吸血鬼電視劇有：改編自Tanya Huff《血書》系列的《血之羈絆》、改編自查琳·哈里斯（Charlaine Harris）南方吸血鬼謎案系列（Southern Vampire Mysteries）的《噬血真愛》（True Blood）以及美國劇集《吸血鬼日記》（The Vampire Diaries）等。

### 電子遊戲
角色扮演游戏《吸血鬼之避世》对现代的吸血鬼小说产生了很大的影响，其中的一些经典用辞，例如“拥抱”和“殿下”，出现在了现代小说中。其他流行的吸血鬼电子游戏包括《恶魔城》——最初版本的布拉姆·斯托克（Bram Stoker）的小说《德古拉》的延伸和《凯恩的遗产》。在别的游戏中，吸血鬼偶尔也有出现，例如《上古卷轴IV：湮没》里有个人物被斑状血友病折磨时。贝塞斯达（Bethesda,游戏软件开发公司）的另一部游戏《辐射3》呈现了吸血鬼与众不同的一面——“家人”。家庭中的成员被想要吸食人类血肉的欲望折磨至狂，但却克制自己吸血，避免彻底化身魔鬼。
由於在許多的都會傳奇故事裡出現，因此影響吸血鬼在角色扮演遊戲裡也是不斷出現的題材，而使用此題材最成功的莫過於白狼遊戲，在其產品VtM系列裡，吸血鬼不在只是單純的邪惡存在，而是一個個各自有不同目標會互相爭鬥的角色，在白狼游戏的黑暗世界系列采用了“初拥”这一概念。